# ژانگ وانکیونگ
ژانگ وانکیونگ (انگلیسی: Zhang Wanqiong؛ زادهٔ ۲۱ ژانویهٔ ۱۹۹۴) وزنه‌بردار اهل چین است.
وی در مسابقات کشوری و بین‌المللی در مجموع برندهٔ ۲ مدال نقره شده‌است.